# Месть
Месть — действия субъекта, совершаемые как ответ на действия другого субъекта, совершённые ранее. Сущностно является реализацией возможности оказать значимое ответное воздействие, с целью демонстрации собственной субъектности.
Распространено другое определение, встречающееся в разных вариантах. Усреднённый вариант выглядит так: ответные действия, направленные на причинение вреда другому человеку, совершаемые из чувства обиды. Данное определение не отражает сущность явления. Сущностью явления является мена, обмен. Это ясно отражено в исследованиях о происхождении этого слова. (см. ниже).

## Происхождение слова месть
род. п. -и, мстить, укр. месть, др.-русск., ст.-слав. мьсть τιμωρία (Супр.), болг. мъст, чеш. msta, pomsta — то же, слвц. роmstа, польск. роmstа, zemsta. Связано чередованием гласных со ст.-слав. митѣ, митоусь «попеременно» (см. мите) Родственно лтш. miju, miju, mît «менять», mits, mitus «мена», mitе — то же, mitêt «изменять» (М.-Э. 2, 639), др.-инд. mḗthati, mitháti «чередуется), бранится», mithás «взаимно чередующийся», авест. miϑa- «превратный, ложный» miϑva-, miϑvana- «парный», греч.-сицилийск. μοῖτος «вознаграждение, благодарность», лат. mūtō, -ārе «менять», mūtuus «обоюдный, взаимный», ирл. mis-, mith- «превратный», гот. missô нареч. «друг друга», missa-dēÞs «злодеяние», д.-в.-н. misse- «зло-, превратный, ложный»; см. Маценауэр, LF 10, 326; Зубатый, IF 3, 136; Бернекер 2, 62 и сл.; Розвадовский, Qu. Gr. 1, 425 и сл.; Траутман, ВSW 176 и сл. Далее предполагают связь с мзда (Перссон 326).
Происхождение слова месть в этимологическом онлайн-словаре Фасмера М.
Первые упоминания о слове "месть" относятся к 1200-м годам. Оно происходит от старофранцузского venger, означающего “мстить”, от латинского глагола vindicāre, означающего “защищать”, “мстить” или “наказывать”. Слова "месть", "мстить", "мстить" и "мстительный" основаны на одном и том же корне.

## Функция в обществе
По мнению социального психолога Яна Макки, месть, в большинстве своем, мотивирована властолюбием и желанием сохранить своё эго. В любом обществе можно найти примеры мстительного поведения. Многие культуры активно поощряют междоусобное поведение среди людей. Среди них акт мести издавна считался необходимым для сохранения чести (отношение общества к субъекту) и достоинства (отношение субъекта к себе). Он строится на том, что мстители помнят об опороченной чести предков и наносят обратный ущерб их потомкам. Каждый раз после этого, пострадавшая семья или общество чувствуют себя вынужденными принять ответные меры против правонарушителя, чтобы восстановить свой «баланс чести», который предшествовал нанесенному ущербу. По эффекту порочного круга, такая борьба порождает цикл мести, который продолжает расширяться за счёт вовлечения членов семьи, а затем и целого общества новой жертвы в совершенно новый цикл, способный охватывать целые поколения.

## Философия
Философы склонны разделять такие понятия, как наказание и месть. По мнению Платона, «Разумный наказывает не потому, что был совершен проступок, а для того, чтобы он не совершался впредь». Как правило, стремление отомстить мотивировано стремлением увидеть страдания преступника; мести всегда предшествует гнев, тогда как наказанию (возмездие) — нет.
Вера в справедливый мир имеет тесную связь с чувством мести.

## Религия
В некоторых культурах месть является нормой, и даже необходимым и благородным делом (например, кровная месть). В некоторых религиях (например, в христианстве) напротив, рекомендуется отвечать добром на зло:
- «Не мсти и не имей злобы на сынов народа твоего, но люби ближнего твоего, как самого себя» (Лев. 19:18);
- «Не мстите за себя, возлюбленные, но дайте место гневу [Божию]. Ибо написано: Мне отмщение, Я воздам, говорит Господь. Итак, если враг твой голоден, накорми его; если жаждет, напой его: ибо, делая сие, ты соберёшь ему на голову горящие уголья» (Рим. 12:19-20).